# Eastern youth
eastern youth（イースタンユース）は、日本のスリーピースロックバンド。略称「ey」。

## メンバー
- 吉野 寿（よしの ひさし、1968年7月17日（56歳） - ） - エレキギター／ボイス
北海道帯広市出身。二宮曰くバンドのリーダー[3]。「outside yoshino」名義でソロ活動もしており、自主制作アルバム『bedside yoshino』も発売している。愛器はヤマハ・SG-1000。使用し始めたきっかけは日本製のギターであることと、スティッフ・リトル・フィンガーズの影響だと語っている。観客によるダイブ行為には否定の立場を取っており、ライブ中でダイブが発生した際には注意を行っている[4][5]。
- 田森 篤哉（たもり あつや、1968年4月11日（57歳） - ） - ドラムス
北海道礼文郡礼文町出身。吉野とは同級生であり、幼馴染み。中学卒業後は家業の昆布採りを手伝おうとしていたところ、吉野から自分と同じ高校を受けろと説得され、あげく進学した高校も再び吉野から一緒に辞めようと説得されて中退。以後、ともにeastern youthのオリジナルメンバーとして活動している。既婚者で2児の父。また植木職人、火消しも兼業している。TAMAエンドーサー[6]。
- 村岡 ゆか（むらおか ゆか、1975年12月6日（49歳） - ） - ベースギター
2015年9月加入。当初は岡山出身の女性デュオ・手水でベースを担当[7]。2010年に手水を解散して以降はソロ・ミュージシャンとして活動していた[8]。加入前からeastern youthの熱心なファンでもあった[9]。主にミュージックマン・スティングレイを使用。加入直後はパーマをかけたロングヘアだったが、「あまりにも2人（吉野・田森）にからかわれる」という理由で現在は直髪のショートヘアになっている。

### 旧メンバー
- 三橋 徹（みつはし とおる） - ベースギター／コーラス
北海道新十津川町出身。 1991年、バンド上京に伴い脱退[10]。
- 二宮 友和（にのみや ともかず、1971年10月7日（53歳） - ） - ベースギター／コーラス
愛媛県宇和島市出身。吉野曰くバンドの中心人物であり、バンドで立ち上げた事務所「裸足の音楽社」で経理を担当していた[11]。1992年から「ひょうたん」というバンドでギター・ボーカルとしても活動していたが、ベース奥平の都合により2013年2月をもって解散した[12]。eastern youthの「夏の日の午後」という曲はひょうたんの前バンド名「夏の日の午后」が由来である。この曲のレコーディングでは、ギターソロは吉野ではなく二宮が弾いている。eastern youthに加入した当初はベースを持っていなかったため、知人から借りたベースを使いライブを行なっていたが、後にそのベースを居酒屋に置き忘れ紛失してしまった。2015年6月6日のライブをもって脱退。脱退後は「トンカツ」名義で活動している。2017年よりPANICSMILEに加入。楽器はジャズベースタイプのフレットレスモデルを主に使用していた[13]。

## 活動
1988年北海道札幌市にて結成。前身は「スキャナーズ」というバンドで、ベースが三橋に交代したのを機に改名した。当時はSKINS・Oiバンドで、バンド名表記も大文字の「EASTERN YOUTH」だった。上京に際して三橋が脱退し、いったん吉野・田森の2人となったが、ギタリストを目指し上京していた二宮と知り合った吉野が「ギターが弾けるならベースも弾けるだろ」と強引に勧誘し、二宮がベースで加入した。
自主レーベル「坂本商店」を立ち上げ、精力的にライブを行い、1994年からは自主企画「極東最前線」を開始した。またカーシヴ、アット・ザ・ドライヴインなどの北米ツアーに同行するなど、日本国外での活動も行うようになった。2003年秋のアメリカツアーでは、移動中にメンバーの乗っていた車が高速道路上で横転する事故を起こすも、機材が破損したのみでメンバーは軽傷で済んだという一件もあった。
2005年より活動休止のfOULを残して坂本商店を離れ、自主レーベル「裸足の音楽社」を設立した。所属レコード会社はトイズファクトリー、キングレコード、バップを経て2015年現在は「裸足の音楽社」。
2009年9月、ツアー期間中に吉野が心筋梗塞で倒れ、緊急手術を受けた。一命は取りとめたもののツアーの残りの公演はキャンセルされ、吉野が復帰した2010年春に改めてツアーを行った。
2015年2月2日に二宮が「アルバム『ボトムオブザワールド』を作り終え、eastern youthでできることは全てやりきったと実感した」との理由で脱退を表明し、同アルバム発売後のツアー終了をもってバンドを離れた。二宮の後任として同年9月に村岡が加入し、9月5日に「街の底」名義で出演したBAYCAMP 2015が新たなメンバー編成による初ライブとなった。

## 音楽性
漢語や近代詩風の表現を用いた歌詞とエモーショナルなサウンドが特徴。特に絶叫するかのような吉野の歌唱はクレジット上で「ボーカル」ではなく「ボイス」と表記される。吉野が自らが影響を受けたと公言する音楽家は、キャンディーズ、和田アキ子にはじまり、新旧・メジャーマイナーを問わず極めて多岐に亘る。また影響を受けたと公言する作家は、坂口安吾、太宰治、梅崎春生、木山捷平、島尾敏雄など、これまた多岐に亘る。
一般的にはエモと呼ばれているが、吉野はインタビューやブログで「エモ」と呼ばれることを否定している。
初期の頃は右翼的思想を持った「スキンヘッズ」の影響を受けていたが、吉野曰く「知れば知るほど矛盾があるし、より良い世の中のために動いているのに全然より良く感じられなかった」「俺は国家に忠誠なんて誓えない。『戦争に行け』って言われたって行きたくないし、国家のためには闘わない」という考えを表明している。

## 交流
向井秀徳（ナンバーガール、ZAZEN BOYS）など多くのロックミュージシャンが彼らからの影響を公言している。吉野自身はナンバーガールの楽曲にeastern youthの影響は感じられないとしつつも、そのオリジナリティーを「ブッチャーズとfOULで打ち止めかと思っていたけど、もう一個刺客が出て来た」と評した。向井はアルバム『ボトムオブザワールド』にゲスト参加もしている。
同じ北海道出身のbloodthirsty butchersおよびfOULとは親交が深く、「極東最前線」を含む数多くのライブで共演している。吉野自身大好きなバンドとしてこの2つのバンドを頻繁に挙げ、活動休止中のfOULに1人のファンとして呼びかけ、後述のオムニバスアルバム『極東最前線2』に参加してもらうなどしている。「極東最前線」の開催数は80回を超え（2012年4月現在）、bloodthirsty butchers, あぶらだこ、怒髪天、ハスキング・ビー、小谷美紗子、タテタカコ、ジミー・イート・ワールド、カーシヴなど、国を問わず様々なアーティストをゲストとして迎え入れている。

## ディスコグラフィー

### 参加作品
1. STRAIGHT AHEAD 2(1989年10月5日) 
中込智子プロデュースオムニバス・アルバム。「WE GONNA FIGHT」「NEVER TRUST」で参加。
2. COME ALONE TO THE HOLY NIGHT, SKINHEADS（1990年12月15日）
中込智子プロデュースオムニバス・アルバム。「GET OUT MY WAY」「SMALL TOWNS YOUTH」「WHITE CHRISTMAS」で参加。
3. STREET JUSTICE（1991年9月21日）
中込智子プロデュースオムニバス・アルバム。「青白き光る月よ」で参加。
4. 狼の宴（1994年11月30日）
坂本商店第二弾となるオムニバス・アルバム。「生活無情」で参加。
5. Cinderella V.A（1996年4月23日）
「扉」で参加。
6. 極東最前線（2000年7月16日） - 自らの発案、招集による坂本商店からのオムニバス・アルバム。同名のシリーズ・ライブで対バンしたバンドの曲を収録。
wax&Wane (fOUL)／コウモリ (MOGA THE \5)／横隔膜節（あぶらだこ）／as karma goes (NAHT)／海の原 (HUSKING BEE)／曇天と面影 (eastern youth)／サムライブルー（怒髪天）／極東最前線のテーマ (DMBQ)／TOKYO FREEZE (NUMBER GIRL)／引越し（ピジョンズ）／Floating cub (squashed cubs)／さよなら文鳥 (bloodthirsty butchers)
7. Then（小谷美紗子、2002年3月21日）
「音」にバンド演奏で参加
8. 8 Teeth To Eat You（2002年5月10日）
カーシヴとのスプリットアルバム
ぶらぶら節／無用ノ助／二足歩行小唄／何時でも此処にいる
9. マイ・フェイバリット・ソングライターズ（2004年10月2日）
「振り向くな」で「吉野寿＆M.A.G.O」として参加
10. A Tribute to Shonen Knife - Fork and Spoon（2006年）
「コンクリート・アニマルズ」で参加
11. 酔いどれ詩人になるまえに（2007年8月22日）
「回転木馬」で「bedside yoshino (eastern youth)」として参加
12. 栞と紙魚子の怪奇事件簿 オリジナル・サウンドトラック（2008年3月26日）
「赤い胃の頭ブルース」で参加
13. 極東最前線2（2008年7月23日）
WESTERN DEVELOPMENT (panicsmile)／ラストナイト (toe)／タコ物語 (LIVE)（ゆらゆら帝国）／あなたと歩くの（二階堂和美）／Micro Guitar Music（トクマルシューゴ）／東京 (eastern youth)／蒼（枡本航太）／アイオライト (M.A.G.O.)／遊星からの物体X（OWKMJ〈俺はこんなもんじゃない〉）／Heartbreak (Facing New York)／七七日 (SAKEROCK)／遠足 (TEASI)／wrong again (54-71)／Evil Birds（少年ナイフ）
You Will Regret（ディアフーフ）／Amayadori (ZAZEN BOYS)／Decade (fOUL)／MeatBalls (TUCKER)／All I know（カーシヴ）／何もない世界 (THE BACK HORN)／東京～イースタン小谷.Ver.～（小谷美紗子）／of daybreak (miscorner/c+llooqtortion)／夜を歩く（手水）／フィルムのかたち (Test Pattern)／Efter god mad（にせんねんもんだい）／プレゼント (COCK C'NELL)／アイウエオ (NOTALIN'S)／季想（タテタカコ）／Fallen fragments (envy)
14. 家族時間～NHKみんなのうたカバー集～（2008年12月10日）
「ヒロミ」で参加。
15. 極東最前線3（2013年9月18日）
  - Hatomune (GELLERS)／SEIMEI (GOUPIL AND C)／泣く影（オシリペンペンズ）／タニシ (OGRE YOU ASSHOLE)／LIVE IN 和歌山（竹原ピストル）／雨に抗う (eastern youth)／空の上（キセル）／アレかも、、（田我流）／←NOW→ ~Dance with ill present~ (KIRIHITO)／東京砂漠（赤い疑惑）／しらないまち (HINTO)／湿地帯 (BEYONDS)／汀に咲く (BRAHMAN)／極東温度 (the band apart)／SWEETIE (group_inou)

## タイアップ一覧
| 使用年 | 曲名                         | タイアップ                                                                                   |
| ------ | ---------------------------- | -------------------------------------------------------------------------------------------- |
| 1999年 | 雨曝しなら濡れるがいいさ     | NHK-FM『ミュージック・スクエア』1999年10・11月度エンディングテーマ                           |
| 2001年 | 踵鳴る                       | テレビ朝日系『極楽とんぼのとび蹴りゴッデス』テーマソング                                     |
| 2001年 | たとえばぼくが死んだら       | 日本テレビ系 単発ドラマ シナリオ登竜門2001年度大賞受賞作品『青と白で水色』エンディングテーマ |
| 2002年 | 世界は割れ響く耳鳴りのようだ | TBS系列『COUNT DOWN TV』2002年9月度オープニングテーマ                                        |
| 2002年 | 世界は割れ響く耳鳴りのようだ | 北海道テレビ『NO MATTER BOARD（'02-'03シーズン）』2002年10月度エンディングテーマ             |
| 2003年 | 自由                         | 北海道テレビ『NO MATTER BOARD（'02-'03シーズン）』2003年3月度エンディングテーマ              |
| 2007年 | 沸点36℃                      | 北海道テレビ『夢チカ18』オープニングテーマ                                                   |
| 2007年 | 沸点36℃                      | 全国25局ネット『MUSIC B.B.』2007年11月度エンディングテーマ                                   |
| 2008年 | 赤い胃の頭ブルース           | 日本テレビ系「サタデーTVラボ」枠ドラマ『栞と紙魚子の怪奇事件簿』主題歌                       |
| 2010年 | 男子畢生危機一髪             | テレビ東京系 ドラマ24『モテキ』第12話モテ曲                                                  |
| 2014年 | 夜明けの歌                   | CBCテレビ『SKE48の火曜アルバイト劇場』エンディングテーマ                                     |
| 2018年 | 時計台の鐘                   | UHFアニメ『ゴールデンカムイ』第2期エンディングテーマ                                         |
| 2023年 | ソンゲントジユウ             | 松竹配給映画『交換ウソ日記』挿入歌                                                           |

## ヘビーローテーション/パワープレイ

### テレビ
| 放送年 | 曲名       | ヘビーローテーション/パワープレイ          |
| ------ | ---------- | ------------------------------------------ |
| 1997年 | 青すぎる空 | スペースシャワーTV 1997年12月度POWER PUSH! |

## 主なライブ

### ワンマンライブ・主催イベント
- 1995年 -「これぞ日本の地下音楽の決定版！感動のシリーズ第一弾！」 極東最前線 （対バン：怒髪天、雷矢、ワントラップ、K.G.S）
- 1995年 -「ナンセンス極まりないよ！まったく！嘆きの坂本商店が薄情な世の中へ送る感動巨編第4弾!!」 極東最前線その4〜下北王手飛車取り〜 （対バン：fOUL、GOD'S GUTS、WAR BABY'S）
- 1996年 -「鍛え抜かれた力と技！坂本商店が放つ飽くなき挑戦！戦慄のシリーズ第５弾!!」 極東最前線その5〜東京猪・鹿・蝶〜 （対バン：BLOODTHIRSTY BUTCHERS、fOUL）
- 1996年 - 「fOULの5曲……そしてFOULFULな夜をあなたに…」 極東最前線その6〜FOULFUL新宿〜 （対バン：fOUL、D.M.B.Q）
- 1996年 - 「メロコアか？なんか違う！オルタナか？なんか違う！ 違和感全開の坂本商店が違和感全開の君に送る違和感全開の２バンド 」 極東最前線その8〜二人三脚東京砂漠〜 （対バン：fOUL）
- 1996年 - 「慎ましく、しかも大胆に続けてきたこのシリーズも遂に十回目!! 十回目にして年末に相応しい馬鹿共が巻き起こす大混沌!!」 極東最前線その10〜年末大混沌（カオス）〜 （対バン：fOUL、bloodthirsty butchers）
- 1997年 - 和製激エモ風2バンド。まかり通るか？まかり通す!!! 極東最前線11〜孤立無援の花、咲くばかり。〜 （対バン：fOUL）
- 1997年 - 味わいに満々ちた顔面の数々！坂本商店が自信を持って皆様にお贈りする顔！顔！顔!!! 極東最前線12〜感情萌える四月〜 （対バン：fOUL、HUSKING BEE）
- 1997年 - 流れ流れて何処へ行くのか。君達は？そして我々は？ 極東最前線13〜道の彼方に何が在る〜 （対バン：fOUL、Squashed Cubs）
- 1997年 - 夏だ！渋谷だ!!若者だ!!!今イチ若さの足りない坂本商店が覚悟を決めてあなたにお贈りする和製激エモ風３バンド!!「畜生!!負けねえぞ!!」極東最前線14〜男子畢正危機一髪〜 （対バン：fOUL、MOGA THE ￥5）
- 1997年 - 極東最前線15〜感受性、応答せよ！〜 （対バン：PLUG）
- 1997年 - 極東最前線16〜東京爆音大賞〜（対バン：fOUL、GOD'S GUTS）
- 1998年 - 爆音と生音、電気と木。関東と関西、男子と女子!!!　 極東最前線17〜口笛吹いて駆け抜けろ！〜 （対バン：THE KOKESSIES）
- 1998年 - 極東最前線18〜迷走列車渋谷行き〜 （対バン：DROOP）
- 1998年 - 極東最前線19〜旅路ニ季節ガ燃エ落チル〜 （対バン：fOUL）
- 1998年 - 独り行く身が辛い夜は、夜空の彼方に俺を呼べ!!」 極東最前線20〜明日がよんでいる〜
- 1998年 - 今日の東京はこんな感じです。そちらはどうですか。 極東最前線 / 沖縄　〜行くも戻るも雲に聞け〜 （対バン：ANGER FROM BALL、THE TANK ENGINE）
- 1998年 - 極東最前線21　「アナタ、ダレデスカ。」 （対バン：PASSING TRUTH DRIVE）
- 1999年 - 極東最前線23　〜喧騒と梅の花〜 （対バン：NAHT）
- 1999年 - 極東最前線25　忘れがたない虹と花 （対バン：number girl）
- 1999年 - 極東最前線26　〜雲射抜ケ声〜 （対バン：fOUL）
- 2000年 - 極東最前線27　〜新宿地獄人間卿〜 （対バン：DMBQ）
- 2000年 - 極東最前線28　「大馬鹿流エモーション！」 （対バン：あぶらだこ）
- 2000年 - 極東最前線29　〜この静けさに耐えかねて嗚咽を漏らしているのは誰だ〜
- 2000年 - 極東最前線30 ～国民爆音大会2000～
- 2000年 - 極東最前線32 ～二十一世紀オフサイド～（対バン：fOUL）
- 2001年 - 極東最前線33 ～新世紀上等！～（対バン：怒髪天）
- 2001年 - 極東最前線 / 巡業～三十試合連続猛打賞～
- 2002年 - 極東最前線 ～思い切って宇宙を掻き乱せるか～
- 2002年 - 極東最前線 ～GO AROUND MUYHO-NO-SUKE～
- 2003年 - 極東最前線 / 巡業～其処カラ何ガ見エルカ～
- 2003年 - 極東最前線 ～Con un tiro, matar dos pa'jaros!AKASAKA!～
- 2003年 - 極東最前線 ～渋谷感受性劇場八月～
- 2003年 - 極東最前線 ～風吹くような声で撃て！～
- 2003年 - 極東最前線 ～What can you see from your place～
- 2003年 - 極東最前線 ～北風スローモーション～
- 2004年 - 極東最前線 ～ニンドスハッカッカ！ヒジリキホッキョッキョ！～（対バン：SAKEROCK）
- 2004年 - 極東最前線 ～Looking for listeners, not consumers～
- 2005年 - 極東最前線 ～詩へわたす橋の長さ～ （対バン：にせんねんもんだい）
- 2005年 - 極東最前線 ～この道はいつか来た道～ （対バン：NOTALIN'S）
- 2005年 - 極東最前線 ～心ニ黒イ雨ガ降ル～
- 2005年 - 極東最前線 ～心細い時にうたう歌～ （対バン：タテタカコ）
- 2006年 - 極東最前線 ～Deer On The Sidewalk～ （対バン：Deerhoof）
- 2006年 - 極東最前線 ～荒野に進路を取れ！～ （対バン：Facing New York）
- 2006年 - 極東最前線 ～set yourself free now !～ （対バン：SHONEN　KNIFE）
- 2007年 - 極東最前線 ～沸点36.5℃～ （対バン：Shugo Tokumaru　＆　The Magic band）
- 2007年 - 極東最前線 ～遠雷と六月の俺達～ （対バン：toe）
- 2008年 - 極東最前線 ～ジャンプ・スウィング・花に嵐～ （対バン：the band apart）
- 2008年 - 極東最前線 ～あのUFOに乗りたかったの。～ （対バン：キセル）
- 2008年 - 極東最前線 / 巡業～スットコドッコイ20年～
- 2008年 - SHIBUYA CLUB QUATTRO 20th Anniversary極東最前線～ファイトバック現代～ （対バン：SPARTA LOCALS）
- 2009年 - 極東最前線 ～ore no noizu ni tobinore～ （対バン：GOUPIL AND C）
- 2009年 - 極東最前線 ～俺達まだ旅の途中～ （対バン：group_inou）
- 2009年 - 極東最前線 / 巡業～一切合切太陽みたいに輝く～ （一部公演中止）
- 2010年 - 極東最前線 / 巡業～ドッコイ生キテル街ノ中～
- 2010年 - 極東最前線 ～六月の濡れた左肩のブルース～ （対バン：OGRE YOU ASSHOLE）
- 2010年 - 極東最前線 / 巡業～土砂降り街道エッサホイサッサ
- 2010年 - 極東最前線 ～花咲ける愉楽地獄～ （対バン：BEYONDS）
- 2011年 - 極東最前線 ～人という字は尻にも見える～ （対バン：オシリペンペンズ）
- 2011年 - 極東最前線 / 巡業2011 ～アノ窓、コノ窓、灯火トモセ。～
- 2011年 - 極東最前線 ～ユモレスタ！きょうのできごと～ （対バン：GELLERS）
- 2011年 - 極東最前線 ～センチメンタル犠牲フライ～ （対バン：竹原ピストル）
- 2011年 - 極東最前線 / プチ巡業 ～３アウト！チェンジ拒否～
- 2012年 - 極東最前線 ～人の子こぞりて足踏み鳴らせ!～ （対バン：BRAHMAN）
- 2012年 - 極東最前線 / 巡業 ～すべってころんで夜の果てまでも～ （東京公演対バン：赤い疑惑）
- 2012年 - 極東最前線 ～蒔かず刈らず蔵に納めず～ （対バン：KIRIHITO）
- 2012年 - 極東最前線 / 巡業2012「ゼロ番地から彼方の空まで」
- 2013年 - 極東最前線 ～mockingbird wish me luck～ （対バン：田我流）
- 2013年 - 極東最前線 / 巡業～どこでもいい。ここじゃないどこかへ。～
- 2013年 - 極東最前線 ～ハナキン☆ナイトフィーバー～ （対バン：在日ファンク）
- 2013年 - 極東最前線 / 巡業2013～スットコドッコイ漫遊記～
- 2014年 - 【PutsSound 18】eastern youth 台北演唱會
- 2014年 - 極東最前線 ～夜に架かる虹～ （対バン：skillkills）
- 2014年 - 極東最前線 / 巡業～ジャガイモ機関車ひた走る～ （東京公演対バン：downy）
- 2014年 - 極東最前線 ～Oi Oi 地球ストンプ!～ （対バン：Oi-SKALL MATES）
- 2014年 - 極東最前線 ～ヒーローなんていらねえよ～ （対バン：HINTO）
- 2015年 - 極東最前線 / 巡業2015～ボトムオブザワールド人間達～
- 2015年 - 極東最前線 ～ドキュメント街の底～ （対バン：コーパス・グラインダーズ）
- 2016年 - 極東最前線 ～お父さんもなぁ、若い頃は高田馬場のジョイディビジョンと言われていたん だよ～ （対バン：トリプルファイヤー）
- 2016年 - 極東最前線 ～旅は続くよ 風吹くままに～ （対バン：HUSKING BEE）
- 2016年 - 極東最前線 〜こんにちは名古屋〜
- 2016年 - 極東最前線 ～箱の生活は日々積みかさんでゆく～ （対バン：左右）
- 2017年 - 極東最前線 ～明けない夜はないのだ～ （対バン：クラムボン）
- 2017年 - 極東最前線 ～ええじゃないかRIOT渋谷～ （対バン：切腹ピストルズ）
- 2018年 - 極東最前線 ～ハルフクカゼノモロハノヤイバ～ （対バン：MOROHA）
- 2018年 - 極東最前線 ～Enjoy Your Hell～ （対バン：DMBQ)
- 2018年 - 極東最前線 / 巡業2018～石の上にも三十年～
- 2019年 - 極東最前線 ～ヤサホーヤ渋谷〜 （対バン：うつみようこ）
- 2019年 - 日比谷野外大音楽堂公演
- 2020年 - 極東最前線 ～ボトムオブザ冷凍都市～　(対バン：NUMBER GIRL)　※開催中止
- 2022年 - 極東最前線 ～ボトムオブザ冷凍都市～　(対バン：NUMBER GIRL)
- 2023年 - 極東最前線 ～fOULFULだよ人生は～　(対バン：fOUL)
- 2023年 - 極東最前線 ～中の島1条4丁目ブルース～　(対バン：THA BLUE HERB)
- 2023年 - 35周年記念巡業～EMOの細道2023
- 2024年 - 極東最前線 ～シブヤ泣き笑い劇場～　(対バン：T字路s)
- 2024年 - 極東最前線 ～こんにちは!シルブプレ!～　(対バン：おとぼけビ〜バ〜)
- 2024年 - 極東最前線 ～水星からの物体X～　(対バン：SuiseiNoboAz)
- 2025年 - 極東最前線 ～ニセモノのロックンロール ぼくだけのロックンロール～　(対バン：リーガルリリー)

### 出演イベント
- 1999年07月31日 - FUJI ROCK FESTIVAL '99
- 2000年08月05日 - SUMMER SONIC 2000
- 2000年08月19日 - RISING SUN ROCK FESTIVAL 2000 in EZO
- 2000年09月03日 - SPACE SHOWER TV SWEET LOVE SHOWER 2000
- 2001年07月28日 - FUJI ROCK FESTIVAL '01
- 2001年08月18日 - RISING SUN ROCK FESTIVAL 2001 in EZO
- 2003年07月25日 - FUJI ROCK FESTIVAL '03
- 2003年09月07日 - ARABAKI ROCK FEST.09072003
- 2004年08月14日 - RISING SUN ROCK FESTIVAL 2004 in EZO
- 2004年12月30日 - COUNTDOWN JAPAN 04/05
- 2005年04月29日 - ARABAKI ROCK FEST.04292005
- 2005年12月30日 - COUNTDOWN JAPAN 05/06
- 2006年07月29日 - FUJI ROCK FESTIVAL '06
- 2006年12月31日 - COUNTDOWN JAPAN 06/07
- 2007年04月28日 - ARABAKI ROCK FEST.07
- 2007年06月02日 - RUSH BALL★9
- 2007年12月28日 - COUNTDOWN JAPAN 07/08
- 2008年04月27日 - ARABAKI ROCK FEST.08
- 2008年07月26日 - FUJI ROCK FESTIVAL '08
- 2008年08月30日 - RUSH BALL 2008
- 2009年04月25日 - ARABAKI ROCK FEST.09
- 2009年05月10日 - BEA presents F-X 2009
- 2009年07月18日 - AOMORI ROCK FESTIVAL '09 ～夏の魔物～
- 2009年08月01日 - ROCK IN JAPAN FESTIVAL 2009
- 2009年08月15日 - RISING SUN ROCK FESTIVAL 2009 in EZO
- 2010年05月02日 - ARABAKI ROCK FEST.10
- 2010年07月17日 - KESEN ROCK FESTIVAL'10
- 2010年11月02日 - New Audiogram ver.4 -1102east-
- 2010年12月28日 - COUNTDOWN JAPAN 10/11
- 2011年07月31日 - FUJI ROCK FESTIVAL '11
- 2011年08月27日 - ARABAKI ROCK FEST.11
- 2011年09月25日 - ガガガSP 長田大行進曲 2011
- 2011年10月13日 - 電撃バップ vol.1
- 2011年10月22日 - BOROFESTA 2011
- 2011年12月30日 - COUNTDOWN JAPAN 11/12
- 2012年04月28日 - ARABAKI ROCK FEST.12
- 2012年10月09日 - LOSTAGE ECHOES TOUR
- 2013年04月27日 - ARABAKI ROCK FEST.13
- 2013年05月17日 - 在日ファンク presents「宇宙大決戦」FINALツアー
- 2013年07月13日・14日 - SVC SAY HELLO FESTIVAL 2013
- 2013年08月02日 - Shibuya CLUB QUATTRO 25th Anniversary "QUATTRO QUARTER"
- 2013年08月16日 - ROCK THE A.U.G. -dois-
- 2013年08月24日 - LIVE KILAUEA 2013
- 2013年09月07日 - BAYCAMP 2013
- 2013年12月29日 - COUNTDOWN JAPAN 13/14
- 2014年03月15日 - alternative tokyo
- 2014年03月21日 - SANUKI ROCK COLOSSEUM
- 2014年03月23日 - 闇鍋音楽祭2014
- 2014年04月27日 - ARABAKI ROCK FEST.14
- 2014年05月27日 - Yes, We Love butchers
- 2014年06月01日 - POWER STOCK 2014 in MIYAKO
- 2014年07月03日 - Nagoya Club Quattro 25th Anniversary
- 2014年08月16日 - RISING SUN ROCK FESTIVAL 2014 in EZO
- 2014年09月23日 - KOBE Goodies Collection
- 2015年04月25日 - ARABAKI ROCK FEST.15
- 2015年09月05日 - BAYCAMP 2015
- 2015年10月25日 - BOROFESTA 2015
- 2016年04月29日 - ARABAKI ROCK FEST.16
- 2016年09月02日 - BAYCAMP 2016 ～TGIF～
- 2016年09月25日 - りんご音楽祭2016
- 2016年10月08日 - TOYOTA ROCK FESTIVAL 2016
- 2018年07月28日 - FUJI ROCK FESTIVAL '18
- 2018年10月13日 - TOYOTA ROCK FESTIVAL 2018

## 関連書籍
- 吉野寿『天沼メガネ節』 2012年12月25日、青土社